# Herzogtum Schleswig

Wappen von Schleswig (Schleswigsche Löwen)

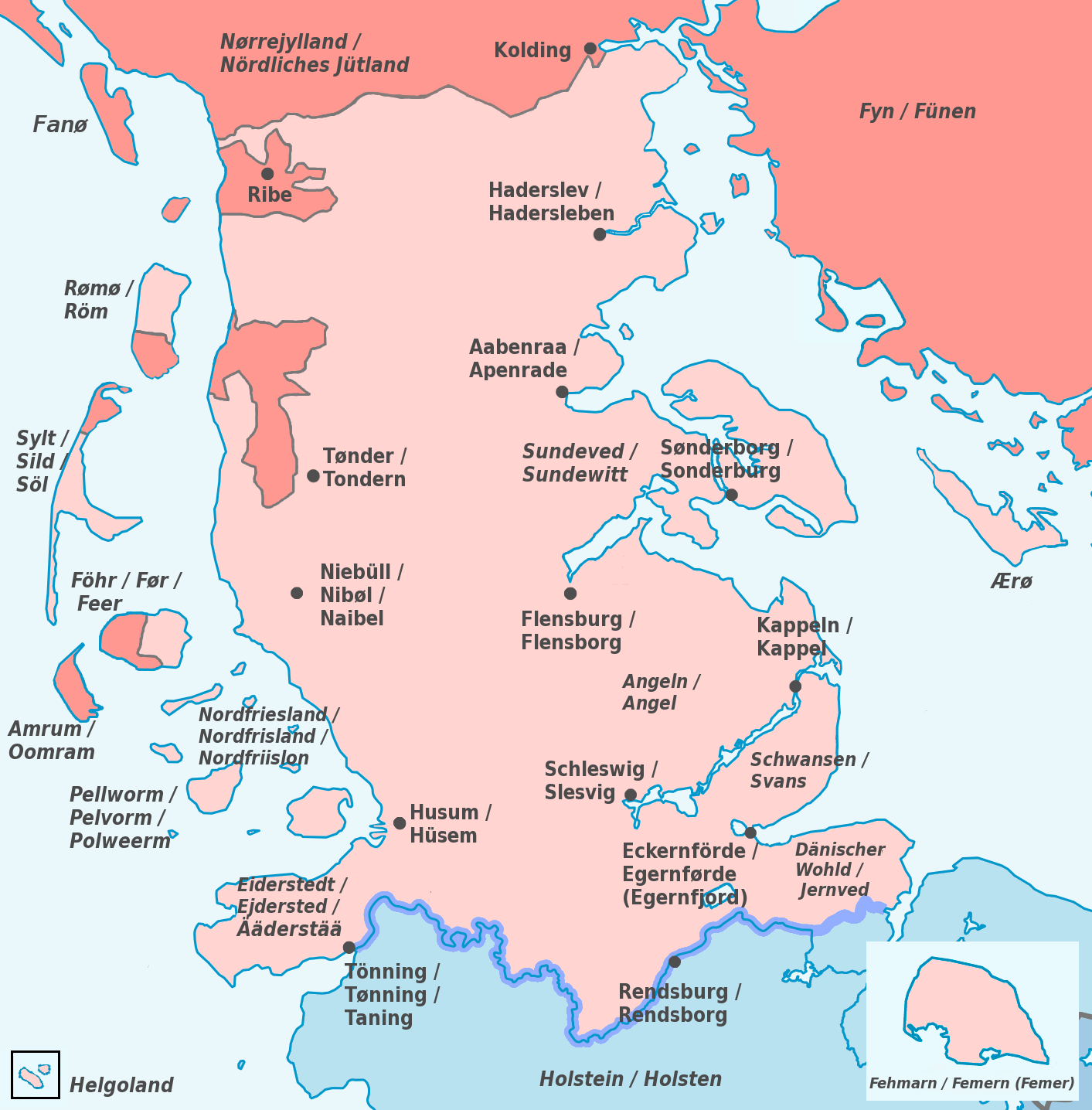
Das Herzogtum Schleswig unter dänischer Herrschaft, bis 1864

Die Herzogtümer Schleswig, Holstein und Lauenburg im Deutsch-Dänischen Krieg 1864. Im Zuge der Gasteiner Konvention übernahm Preußen nach Kriegsende die Verwaltung Schleswigs und Lauenburgs, Österreich verwaltete Holstein

Das Herzogtum Schleswig (dänisch Hertugdømmet Slesvig) entwickelte sich ab etwa 1200 und existierte bis 1864. Es umfasste im Wesentlichen das heutige Nordschleswig (Dänemark) und Südschleswig (der Norden des deutschen Landes Schleswig-Holstein). Hauptort war die Stadt Schleswig, bedeutendste Siedlung Flensburg. Vorläufer des Herzogtums war im frühen Mittelalter das Jarltum Süderjütland (Sønderjylland). Die Herrschaft über das Herzogtum war im Verlauf der Jahrhunderte immer wieder umstritten und umkämpft.
Schleswig war vor 1864 zusammen mit dem Herzogtum Holstein Teil des multi-ethnischen dänischen Gesamtstaates. Anders als Holstein gehörte Schleswig als dänisches Reichs- und Königslehen nicht zum Römisch-Deutschen Reich oder Deutschen Bund. Die Grenze zwischen Schleswig und Holstein wurde dabei durch die Flüsse Eider und Levensau markiert. Sprachlich war Schleswig im 19. Jahrhundert gemischtsprachig (nieder)deutsch-dänisch-nordfriesisch geprägt, wobei sich die dänische und friesische Sprache früher weiter nach Süden erstreckten, dort seit der Frühen Neuzeit aber zunehmend vom Deutschen abgelöst wurden.
Nach dem Deutsch-Dänischen Krieg 1864 herrschten Österreich und Preußen gemeinsam über Schleswig und Holstein. Seit der Gasteiner Konvention von 1865 verwaltete Preußen Schleswig und Lauenburg, Österreich regierte in Holstein. Nach dem Deutschen Krieg 1866 wurde Schleswig ein Teil der neuen preußischen Provinz Schleswig-Holstein, die Provinzialregierung hatte ihren Sitz dabei bis 1917 in der Stadt Schleswig. Nach einer Volksabstimmung 1920 wurde das ehemalige Herzogtum in das heute dänische Nord- und das deutsche Südschleswig geteilt. Nordschleswig ist heute Teil der 2007 geschaffenen Region Syddanmark, Südschleswig ist Teil des 1946 gegründeten Landes Schleswig-Holstein.

## Geographie
Die Fläche des historischen Herzogtums Schleswig umfasste rund 9200 km². Es befand sich in Jütland. Im Süden waren Eider und Levensau die Grenze zu Dithmarschen und Holstein; die Inseln Alsen, Helgoland, Ærø und Fehmarn gehörten zum Herzogtum. Die Grenze zum nördlichen Jütland wurde durch den Fluss Kongeå (deutsch Königsau) gebildet, der in etwa von Kolding an der Ostsee aus nach Westen fließt und sich südlich von Esbjerg in die Nordsee ergießt. Im Westen befand sich die Nordsee, im Osten die Ostsee.
Das Gebiet des Herzogtums in den Grenzen von 1864 umfasst heute auf deutscher Seite den Landesteil Schleswig, bestehend aus den Kreisen Nordfriesland, Schleswig-Flensburg, dem Nordteil des Kreises Rendsburg-Eckernförde und der Stadt Flensburg. Auf dänischer Seite zählt Nordschleswig dazu, das bis zum 31. Dezember 2006 deckungsgleich mit dem Sønderjyllands Amt war, jetzt aber in der Region Syddanmark aufgegangen ist.
Bis 1864 gehörten dem Herzogtum noch sieben Kirchspiele südlich von Kolding, ein zwischen Königsau und Ribe (deutsch: Ripen) gelegener Landstrich und die erwähnten Inseln mit Ausnahme von Helgoland an. Nach der Übergabe Schleswigs an Preußen gelangten die ausschließlich dänisch bevölkerten Gebiete im Tausch gegen die königlich dänischen Enklaven an der Westküste Schleswigs an das Königreich Dänemark. Im 13. und 14. Jahrhundert gehörten den schleswigschen Herzögen auch Langeland sowie Gebiete auf dem südlichen Fünen.
Die erste genaue Landesaufnahme Schleswigs stammt bereits von Johannes Mejer (1606–1674). Verschiedene seiner Landcarten wurden 1652 – zusammen mit Beschreibungen von Caspar Danckwerth – als dreiteiliger Atlas Neue Landesbeschreibung der zwei Herzogtümer Schleswig und Holstein gedruckt. Sie enthält auch Pläne der größeren Städte.
Ein umfassendes Werk ist die 1805 erschienene Topographie von Schleswig von Johann Friedrich August Dörfer (1766–1824). Es wurde in mehreren Auflagen nachgedruckt und 1855 durch die Landeskunde Johannes von Schröder ergänzt. Neuere Landesaufnahmen wurden von Militärtopographen und im 20. Jahrhundert vom Landesvermessungsamt durchgeführt.

## Siedlungsgeschichte und Bevölkerung

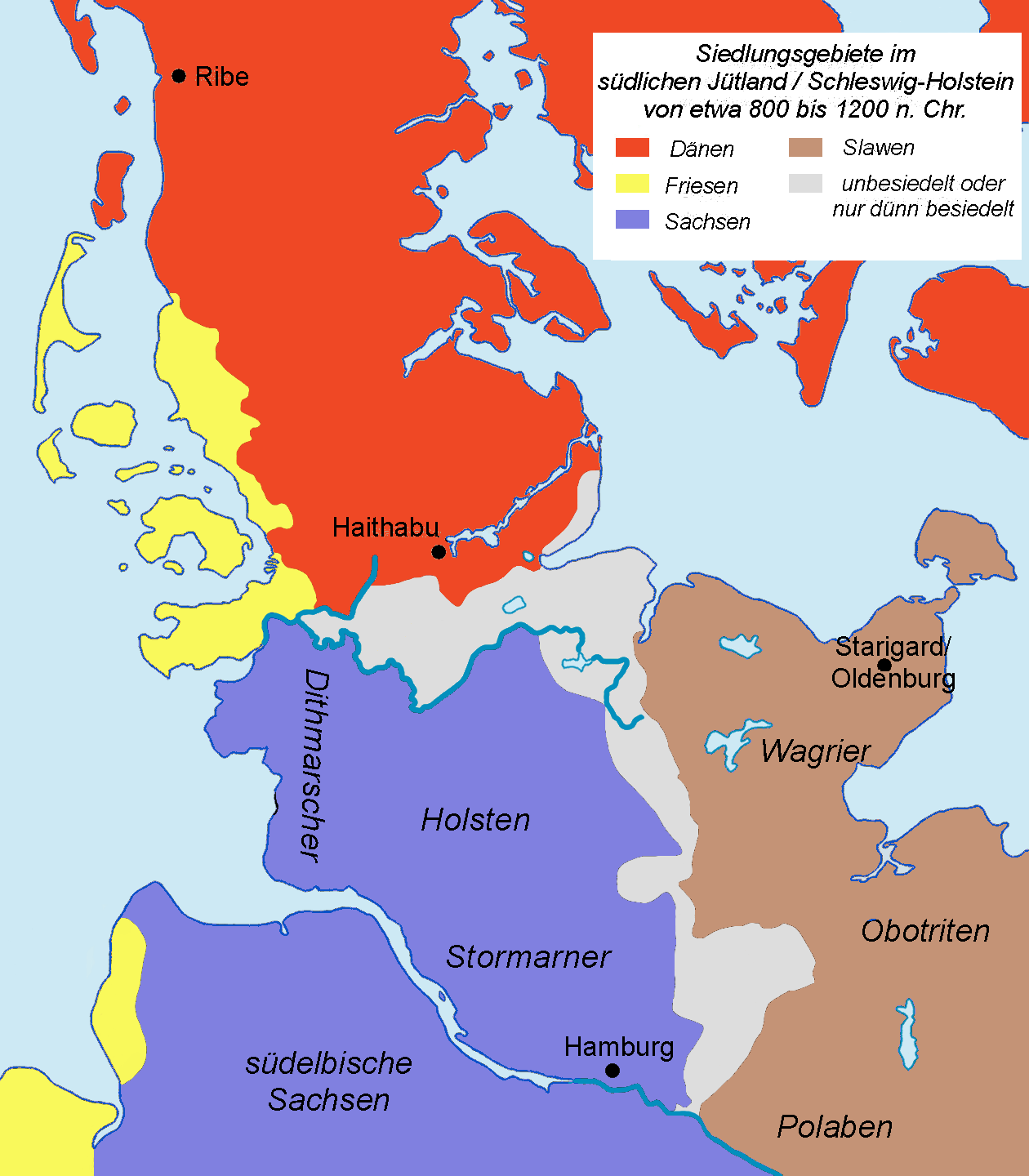
Siedlungsgebiete zwischen 800 und 1100

Das Gebiet Schleswigs war in der Eisenzeit vor allem von germanischen Angeln und der Kulturgruppe des Over-Jerstal-Kreises besiedelt. Nachdem große Teile der Angeln zusammen mit den in Nørrejylland siedelnden Jüten und den südlich Schleswigs siedelnden Sachsen im 4. und 5. Jahrhundert (insbesondere wohl um das Jahr 350) zu den Britischen Inseln auswanderten, drangen von den Inseln zwischen Schweden und Jütland nordgermanische Dänen, deren ursprüngliche Heimat wahrscheinlich Schonen (im heutigen Südschweden) war, in das nun bevölkerungsarme Jütland ein und vermischten sich mit den Resten der Jüten und Angeln.
Die Friesen kamen in zwei Einwanderungswellen nach Schleswig. Im 7. und 8. Jahrhundert besiedelten sie zunächst vor allem die heutigen Inseln Sylt, Föhr und Amrum und wohl auch Eiderstedt sowie einige höhergelegenen Gebiete des heutigen Festlands. Erst im 10. und 11. Jahrhundert kamen erneut Friesen ins Land, die nun vor allem in den Marschgebieten auf dem heutigen nordfriesischen Festland ihre Wohnsitze nahmen. Die jeweilige nord- oder westgermanische Vorbevölkerung wurde ethnisch und sprachlich assimiliert. Eine sehr alte Schicht von dänischen Lehnwörtern in allen nordfriesischen Dialekten zeugt dabei von einer nicht unerheblichen nordgermanischen Vorbesiedlung aus der frühen Wikingerzeit. Der Landstrich zwischen den Linien Eckernförde–Treene und Eider–Levensau war damals kaum besiedelt, von dichtem Wald bedeckt und wurde erst im Hochmittelalter von aus Süden kommenden sächsischen Kolonisten besiedelt.
Zur Zeit des aufgeklärten Absolutismus im 18. Jahrhundert wurden vom dänischen König im Rahmen der Kolonisation der bis dahin kaum besiedelten Moor- und Heidelandschaften deutsche Kolonisten aus Württemberg, Schwaben, Hessen und der Pfalz in Teilen der Schleswigschen Geest – wie im mittleren Jütland bei Silkeborg – angesiedelt, die vielfach bereits in der zweiten Generation die dänische Sprache übernahmen, sofern sie nicht, wie etwa in Stapelholm, in den inzwischen deutschsprachigen Gebieten in der Nachbarschaft zu Holstein lebten.
Heute leben in beiden Teilen Schleswigs – im dänischen Norden und im deutschen Süden – Minderheiten der jeweils anderen Nation. Die Rechte der Minderheiten regeln unter anderem die Bonn-Kopenhagener Erklärungen von 1955. Hinzu kommt die zwischen Eider und Vidå siedelnde nordfriesische Volksgruppe.
Siehe auch: Dänische Minderheit in Deutschland und Deutsche Minderheit in Dänemark

## Sprachen
Im Früh- und Hochmittelalter (ab der späten Eisen- und Wikingerzeit) war die Sprache Schleswigs nördlich der Treene, des Dannewerks und der Eckernförder Bucht das Alt- bzw. Mitteldänische und der sich daraus entwickelnde Dialekt Sønderjysk (Südjütisch). An der Westküste zwischen Eider und Vidå waren zudem das Altfriesische und die sich daraus entwickelten nordfriesischen Dialekte verbreitet. Mit der Rodung und Besiedlung des früheren deutsch-dänischen Grenzwaldes (Dänischer Wohld) durch deutsche Siedler im 13. Jahrhundert verbreitete sich im äußersten Süden Schleswigs, etwa in Stapelholm, auch das Niederdeutsche.
Der spätere Sprachwechsel zum Deutschen in der ganzen südlichen Hälfte Schleswigs beruhte zunächst auf der Verwendung des Niederdeutschen und ab etwa dem 17. Jh. des Hochdeutschen als Kanzlei-, Kirchen- und Schulsprache im südlichen Schleswig. Verstärkt wurde dieser Sprachwechsel durch die Handelsbeziehungen nach Süden und den Einfluss des holsteinischen Adels. Im nördlichen Schleswig fand dagegen Hochdänisch (rigsdansk) als Kirchen- und Schulsprache Anwendung.
So verbreitete sich ab dem 14. und 15. Jahrhundert zunehmend das Niederdeutsche und später das Hochdeutsche. Ausgangspunkte waren dabei vor allem die Städte und der Adel. Später verbreitete sich das Niederdeutsche auch im ländlichen Raum, in Nordschleswig hingegen vor allem in Hafenstädten wie Hadersleben und Apenrade. An der Westküste löste es bis ins 17. und 18. Jahrhundert das Eiderstedter und Strander Friesisch, in Schwansen und Angeln im 19. (und teilweise frühen 20.) Jahrhundert das Angeldänische als Umgangssprache ab. Bis in die 1930er Jahre verschwanden schließlich auch die letzten dänischen Sprachinseln der südlichen Schleswigschen Geest (wie das grammatisch altertümliche Viöler Dänisch) und nach der Ansiedlung vieler ostdeutscher Vertriebener nach 1945 wurde nun auch im grenznahen Bereich der Geest die deutsche Sprache die Lingua Franca, wo bis dahin das Südjütische als Umgangssprache ohne Hinsicht auf nationale Gesinnung galt. Heute fällt die Sprachgrenze, sieht man von den Minderheiten nördlich und südlich der Grenze ab, ungefähr mit der Staatsgrenze zusammen, nur vereinzelt unter der älteren Generation wird Südjütisch noch in den grenznahen Kirchspielen zwischen Niebüll und Flensburg gesprochen. Im ländlichen Raum Nordschleswigs war Sønderjysk noch bis ins 20. Jahrhundert weitgehend Umgangssprache, wohingegen die Städte Nordschleswigs vom 19. Jahrhundert bis 1920 gemischtsprachig (dänisch-deutsch) geprägt waren. Erst mit der Urbanisierung in den Jahrzehnten nach 1960 ging auch in Nordschleswig Sønderjysk zugunsten des Reichsdänischen (Hochdänisch) zurück. Sprachforscher gehen heute davon aus, dass sowohl den historischen Sprachwechseln (Dänisch zu Plattdeutsch, Friesisch zu Plattdeutsch) als den modernen Wechseln (Plattdeutsch zu Hochdeutsch, Friesisch zu Hochdeutsch, Südjütisch zu Reichsdänisch bzw. Südjütisch zu Hochdeutsch) weitverbreitete Kenntnisse der Nachbarsprachen vorausgingen, die das Code-Switching ermöglichten; so war z. B. das Plattdeutsche die Verkehrssprache zwischen den Sprachgruppen in weiten Teilen Südschleswigs, während die friesische Bevölkerung im Gebiet Südtondern zusätzlich teilweise das Südjütische beherrschte und diese Variante im Kontakt mit Dänischsprachigen benutzte.
Umgangssprachen sind heute vor allem die beiden Hochsprachen Hochdeutsch (in Südschleswig) und Hochdänisch/Reichsdänisch (in Nordschleswig). Vor allem im ländlichen Bereich findet jedoch auch noch Niederdeutsch, Sønderjysk und Nordfriesisch Anwendung. Zu benennen sind auch die nationale Minderheiten und Volksgruppen in Schleswig (die deutschen Nordschleswiger, die dänischen Südschleswiger und die Nordfriesen), die ihre Sprache und Kultur in Vereinen, Kindergärten und Schulen vermitteln, die zu von jeweils beiden nationalen Bildungssystemen anerkannten Abschlüssen führen. Die traditionelle Zweisprachigkeit der Region wird heute eher innerhalb der Minderheiten fortgeführt, wobei die Minderheiten sich selbst vor allem über das Bekenntnis/Selbstzuordnung und nicht die Sprache definieren, was seit den Bonn-Kopenhagener Erklärungen 1955 auch formalisiert ist. Während diese Selbstzuordnung traditionell als „nationale Gesinnung“ oder „Bekenntnis“ beschrieben wurde, spricht man in den letzten Jahrzehnten zunehmend von einem kulturellen Zugehörigkeitsgefühl oder „Zweiströmigkeit“.
Südlich der Staatsgrenze bekennen sich etwa 50.000 Menschen zur dänischen Minderheit, von denen etwa 10.000 dänische Muttersprachler sind, die überwiegend die Variante Sydslesvigdansk sprechen. Ein kleiner Teil spricht auch noch Sønderjysk oder Friesisch. Der Dänische Schulverein für Südschleswig trägt zwei Gymnasien in Flensburg und Schleswig, ein Schülerwohnheim in Flensburg sowie 44 weitere Schulen mit zusammen 5.612 Schülern (Stand 2007) und 55 Kindergärten, die 2000 von etwa 1800 Kindern besucht wurden. In allen Institutionen wird (mit Ausnahme des Faches Deutsch) auf Dänisch unterrichtet. Die Dänische Zentralbibliothek für Südschleswig betreibt fünf dänische Bibliotheken.
Auf dänischer Seite der Grenze umfasst die deutsche Minderheit nach stark schwankenden Schätzungen zwischen 10.000 und 20.000 Menschen, von denen etwa ein Drittel deutsche Muttersprachler sind, die überwiegend die Variante Nordschleswigdeutsch (Nordslesvigtysk) sprechen, während die Mehrheit den dänischen Dialekt Südjütisch als Muttersprache hat. Ein kleiner Teil von ihnen spricht auch noch das Nordschleswiger Platt des Schleswigschen.
Zur Pflege deutscher Sprache und Kultur betreibt der Schul- und Sprachverein für Nordschleswig ein Gymnasium in Apenrade, 15 weitere allgemeinbildende Schulen mit zusammen 1350 Schülern und 24 Kindergärten mit 600 Kindern. In allen Bildungseinrichtungen wird (mit Ausnahme des Faches Dänisch) auf Deutsch unterrichtet. Der Verband Deutscher Büchereien in Nordschleswig betreibt fünf deutsche Bibliotheken.
Die nordfriesische Volksgruppe an der Westküste Schleswigs besitzt kein eigenes Schul- oder Bibliothekswesen. Jedoch gibt es eine Reihe friesischer Vereine sowie das Nordfriisk Instituut, die die nordfriesische Sprache und Kultur fördern. An vielen deutschen und dänischen Schulen und Kindergärten wird Friesisch als Unterrichtsfach angeboten. Als erste führte die dänische Schule in Risum seit den 1950er Jahren friesischen Muttersprachenunterricht ein. Heute sprechen etwa 10.000 Nordfriesen Friesisch, vor allem auf den Inseln Amrum, Föhr, Sylt und Helgoland sowie in der Gegend von Risum-Lindholm.

## Wappen
Blason: In Gelb (Gold) zwei blaue laufende rot gezungte und rot bewehrte Löwen.
Siehe auch: Schleswigsche Löwen

## Geschichte

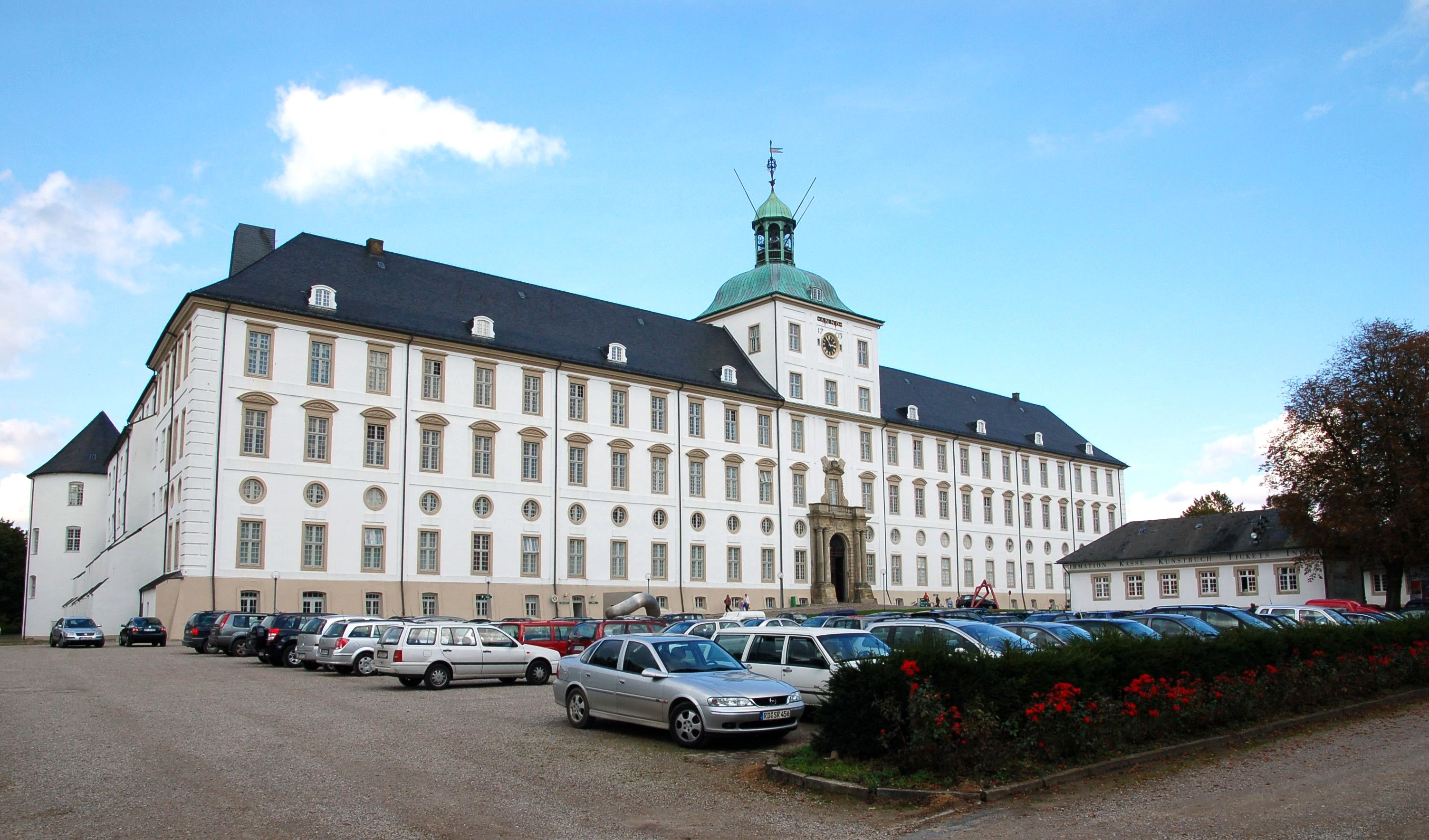
Schloss Gottorf steht an der Stelle der einstigen Bischofsburg, wurde ab 1530 als Sitz der schleswigschen Herzöge neu erbaut und nach 1713 zum Sitz des dänischen Statthalters.

### Übersicht
Das Jarltum Schleswig bildete sich im Hochmittelalter innerhalb Dänemarks als Lehen heraus. Um die Wende vom 12. zum 13. Jahrhundert nahmen die Jarle nach deutschem Vorbild den Herzogtitel an und behaupteten zunehmend ihre Autonomie gegenüber dem dänischen Königshaus. Vor allem das Abelgeschlecht versuchte, das Gebiet von der dänischen Krone unabhängig zu machen. Nach seinem Aussterben im 14. Jahrhundert gelang es den deutschen Schauenburgern, die erbliche Belehnung mit dem Herzogtum Schleswig zu erhalten. Sie versuchten ebenfalls, Schleswig von Dänemark zu lösen, allerdings mit dem Ziel einer Vereinigung mit dem von ihnen regierten Holstein. Die komplexen dynastischen und rechtlichen Verflechtungen zwischen dem Herzogtum Schleswig, der Grafschaft Holstein und dem Königreich Dänemark sollten von da an fünfhundert Jahre lang die Geschichte des Landes bestimmen. Dennoch fand das Recht des dänischen Reiches mit den reichsweiten Obergerichtshöfen und der Gesetzgebung des Danehofs bis zur Regierungszeit König Friedrichs I. (1523–1533) weiterhin auch im Herzogtum Schleswig (Sønderjylland) Anwendung, das Jyske Lov wurde teils noch bis 1900 verwendet.

### Entstehung des Herzogtums

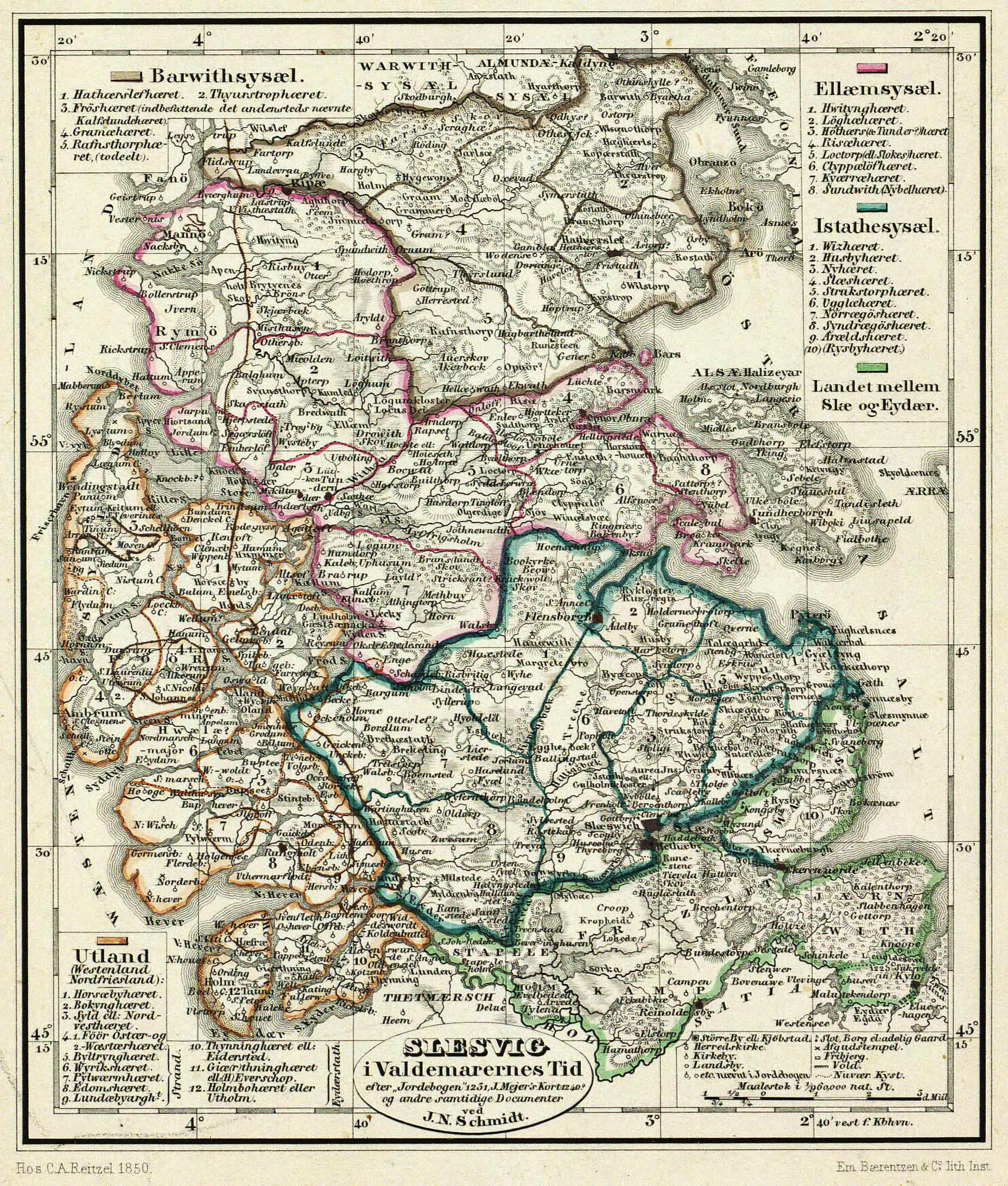
Die Syssel in Schleswig/Sønderjylland

Die Eider bildete seit 811 die Grenze zwischen dem fränkischen und dem dänischen Reich: Der Wikingerkönig Hemming schloss in diesem Jahr Frieden mit Karl dem Großen, der während des Sachsenkrieges Dänemark vom Süden her bedrängt hatte, nachdem er die nordelbischen Sachsen unterworfen hatte. Der Vertrag wurde von zwölf dänischen und fränkischen Unterhändlern auf der Eiderinsel im heutigen Rendsburg geschlossen. Schon vorher waren Wallanlagen von den Dänen bzw. Jüten gebaut worden, um das eigene Gebiet gegen Süden abzugrenzen. Das wichtigste Bollwerk war dabei das 20 km nördlich der Eider gelegene Danewerk, das im 4. oder 5. Jahrhundert entstand und in mehreren Phasen bis 1168 ausgebaut wurde. In Verbindung mit dem Danewerk gab es die überregional wichtige Wikingersiedlung Haithabu (dänisch: Hedeby = „Heideort“), die in damaligen Quellen teilweise synonym mit Schleswig (= „Schlei-Bucht“) genannt wurde. Unweit von Haithabu befand sich zudem die Wikingersiedlung von Füsing.
Als Grenze blieb die Eider über ein Jahrhundert unangetastet. Erst mit den Kolonisationsbestrebungen des ostfränkischen Königs Heinrich I. wurde das Gebiet zwischen Eider und Schlei mit der Stadt Schleswig 934 erobert. Dieses Gebiet erhielt für die nachfolgenden Kaiser des Heiligen Römischen Reiches Otto I., Otto II., Otto III., Heinrich II. und Konrad II. den Namen Mark Schleswig (auch Dänische Mark).
In einer Periode um 960 gelang es Harald Blauzahn, die dänische Südgrenze zeitweilig wieder bis zur Eider-Zone vorzuschieben. Um 968 verstärkte er das Danewerk.
Der mächtige dänisch-englische König Knut der Große freundete sich mit dem ostfränkischen König Konrad II. an. Er versprach 1025 seine sechs Jahre alte Tochter Gunhild von Dänemark als Frau für Konrads Sohn Heinrich. Im Gegenzug erhielt Knut die Anerkennung als Herrscher über die Mark Schleswig. Knut war dann Gast der Kaiserkrönung Konrads II. in Rom. Die Hochzeit zwischen Gunhild und Heinrich III. fand Pfingsten 1036 in Nimwegen statt. Die Eidergrenze wurde damit als Grenze zwischen dem Heiligen Römischen Reich und Dänemark bekräftigt. Diese Grenze blieb bis 1864 die Nordgrenze Deutschlands.
Am Ende des 11. Jahrhunderts setzten die Könige von Dänemark in den drei südlichen Sysseln Jütlands, im Barvidsyssel, Ellumsyssel und Istedsyssel, Statthalter ein, die zunächst den Titel eines Jarls führten und die Aufgaben eines markgräflichen Prokurators übernahmen. Das Amt wurde vorzugsweise an Mitglieder der Königsfamilie vergeben: Erstmals soll Olaf I., ein Sohn von Sven Estridsson, seit 1080 den Titel getragen haben. Ihm folgte vermutlich um 1100 sein Bruder Björn, Gründer der Rendsburg.
Durch königliche Delegation erhielt Knud Laward um 1115 die süderjütische Jarlschaft, für die er sich vermutlich den deutschen Herzogstitel (Dux Daciae = Herzog Dänemarks) zulegte, den er bis zu seiner Ermordung im Jahr 1131 trug. Seinen Machtbereich konnte Knud Laward durch die Eroberung Wagriens in den Jahren 1128/29 ausdehnen und durch ein Lehnsverhältnis zu Lothar von Supplinburg sichern.
Der schleswigsche/süderjütländische Herzog und Königssohn Abel (1250–1252) ließ 1250 seinen Bruder Erik IV. ermorden und wurde an dessen statt selber König von Dänemark. Unter Abels Söhnen Waldemar III. (1252–1257) und Erich I. (1260–1272) spaltete sich die herzogliche Dynastie vom dänischen Königshaus ab. Sie führte den Titel Herzog von Jütland oder von Südjütland (dem späteren Herzogtum Schleswig). Die Burg Schleswig erwarb Erich I. 1268 von den Schleswiger Bischöfen. Die Herzöge aus der Estridsson-Dynastie werden aber in der historischen Retrospektive meist als Herzöge von Schleswig bezeichnet, um sie mit ihren Nachfolgern in eine Reihe zu stellen und die Kontinuität des Territoriums und des Lehens deutlich zu machen. Ähnlich werden auch die drei ersten Holsteiner Grafen aus dem Haus Schauenburg, Adolf I., II. und III., meist als solche bezeichnet, obwohl sie sich Herren von Schauenburg nannten und sowohl der Grafentitel als auch der Name Holstein erst von Adolf IV. um 1225 angenommen wurden.

### Dynastische Auseinandersetzungen

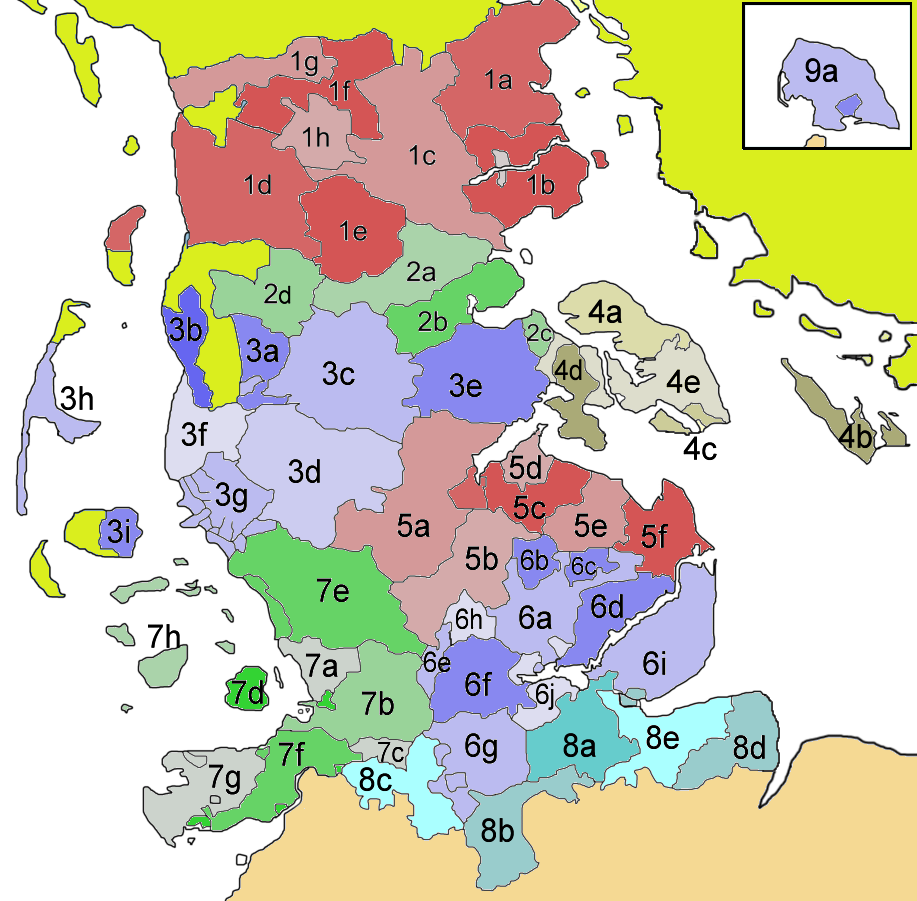
Das Herzogtum Schleswig und seine Harden in den historischen Grenzen vor 1864.

Die Schauenburger Grafen, die seit dem frühen 12. Jahrhundert mit dem zum Heiligen Römischen Reich gehörenden benachbarten Holstein belehnt waren, forcierten eine Politik, die Schleswig von der dänischen Krone lösen sollte. Graf Gerhard III. von Holstein konnte Waldemar III. von Dänemark und den dänischen Reichsrat so 1326 höchstwahrscheinlich dazu bewegen, die Constitutio Valdemariana zu erlassen, die eine gemeinsame Regierung von Dänemark und Schleswig verbot: Das Herzogtum wurde damit staatsrechtlich faktisch von Dänemark getrennt, blieb jedoch zugleich formal als Lehen an die dänische Krone gebunden. Dies sollte 1448 noch einmal bekräftigt werden (nur diese zweite Urkunde ist erhalten).

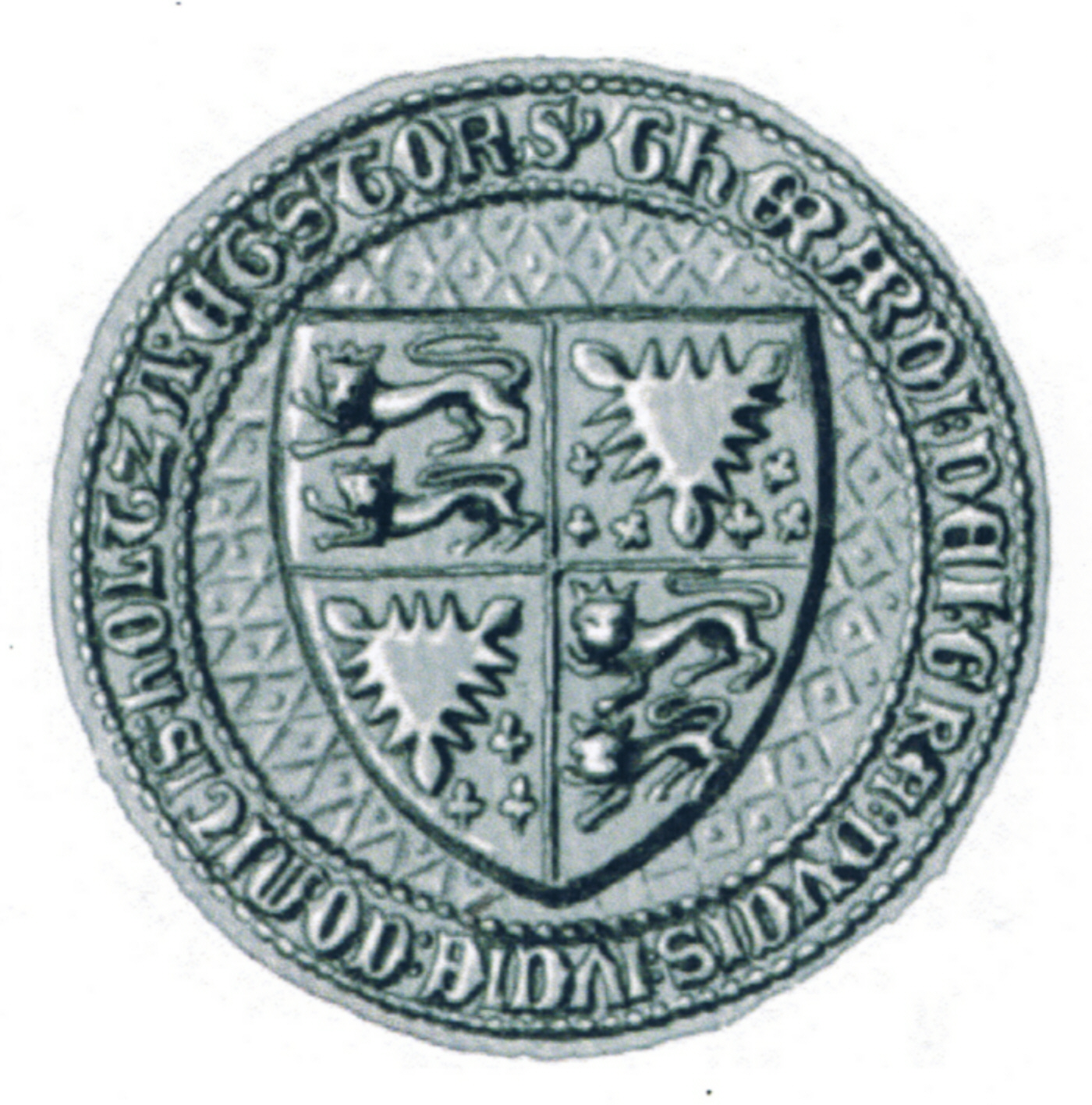
Siegel des Gerhard VI. aus der Zeit um 1392

Nach dem Aussterben des Schleswiger Herzogsgeschlechts 1386 erzwangen die Schauenburger in Nyborg ihre erbliche Belehnung mit dem Herzogtum Schleswig durch das dänische Königshaus, und der holsteinische Adel begann verstärkt, Besitz in Schleswig zu erwerben. Insbesondere im Südosten Schleswigs entstanden große Güter. Der bis dahin als deutsch-dänischer Grenzwald fungierende Dänische Wohld (dänisch: Jernved) nördlich der Eider wurde bereits seit 1260 an holsteinische Adlige verpachtet und in der Folge vor allem von Deutschen besiedelt. Die Schauenburger bemühten sich systematisch darum, Schleswig eng an ihr Stammland Holstein zu binden. Seit 1386 führten sie so auch ein Wappen, das die beiden Schleswiger Löwen mit dem Holsteinischen Nesselblatt verband.
Die dänische Krone strebte seit 1396 ihrerseits danach, erneut Zugriff auf das Herzogtum zu erlangen. Als der Schauenburger Gerhard VI. 1404 in Dithmarschen umkam, wollte die tatkräftige Königin Margarethe I. versuchen, Schleswig wieder zum integralen Bestandteil Dänemarks zu machen. Zunächst brachte sie einzelne Orte und Gebiete in Schleswig durch Kauf oder als Pfand in ihre Hand, später kam es zu jahrelangen Kämpfen. 1411 ließ die dänische Krone so in Flensburg die Festung Duburg errichten, und der römisch-deutsche Kaiser und der Papst wurden als Schiedsrichter angerufen. 1412 starb die Königin. 1426 griff dann die Hanse auf Seiten der Schauenburger in den Konflikt ein, und 1435 wurde schließlich der Frieden von Vordingborg geschlossen, der den Herzögen fast ganz Schleswig zusprach. 1439 wurde Margarethes Nachfolger Erik VII. – nicht zuletzt wegen dieses diplomatischen Versagens – von den dänischen Reichsräten abgesetzt. Sein Nachfolger Christoph III. hatte zunächst einen Bauernaufstand in Jütland niederzuschlagen, für seine Königswahl in Schweden und Norwegen zu sorgen und legte sich dann wegen des Sundzolls mit den Hansestädten an. Die dadurch bewirkte innere Schwächung und Ablenkung Dänemarks führte dazu, dass die Schauenburger das Herzogtum 1440 erneut als erbliches, „freies und unbelastetes“ Lehen erhielten: Schleswig blieb also formal an die dänische Krone gebunden, konnte aber nach Belieben von den Herzögen verwaltet und vererbt werden, die den Königen weder zu Abgaben noch zur Heerfolge verpflichtet waren; die dänische Krone hatte damit faktisch keinen Zugriff mehr auf das Herzogtum.
Als das Schauenburger Geschlecht jedoch 1459 mit dem Tod Adolfs VIII. ausstarb, war den Equites Originarii, dem landsässigen Adel in Holstein und Schleswig, daran gelegen, dass in beiden Gebieten weiterhin derselbe Herrscher regieren solle, weil viele von ihnen in beiden Gebieten Besitz hatten. Darum wählten die Stände König Christian I. von Dänemark, Norwegen und Schweden aus dem Hause Oldenburg, einen Neffen Adolfs VIII., zum Landesherrn. Im Vertrag von Ripen (Ribe) 1460 – der Wahlkapitulation Christians I. – stand unter anderem, dass se bliwen tosamende up ewig ungedelt („dass sie auf ewig ungeteilt zusammen bleiben“). Obwohl dieser weit hinten in der Urkunde stehende Paragraf im zeitgenössischen Kontext wohl nichts mit einer territorialen Unteilbarkeit zu tun hatte, wurde op ewig ungedeelt später das Leitmotto der schleswig-holsteinischen Bewegung des 19. Jahrhunderts, die eine Loslösung vom Dänischen Gesamtstaat anstrebte. Da der dänische König als Landesherr über Holstein kein einfacher Graf sein wollte, erreichte er 1474 beim römisch-deutschen Kaiser Friedrich III. die Erhebung des Territoriums zum Herzogtum Holstein. Die Schleswig-Holsteinische Ritterschaft erhielt im Gegenzug für die Wahl König Christians durch den Vertrag von Ripen das Recht, den jeweiligen Nachfolger auf den Herzogsthronen jedes Mal selbst zu erwählen – die dänischen Könige wurden also nicht automatisch auch Herzöge von Schleswig und Holstein, sondern nur nach bestätigender Wahl durch die Ritterschaft. Damit wurde der zunächst lose Verbund der landtagsfähigen Ritter (und späteren adeligen Gutsbesitzer) des Landes als Stand mit weitreichenden Privilegien etabliert. Die Handfeste, wie der Vertrag historisch korrekt heißt, sicherte der Schleswig-Holsteinischen Ritterschaft noch etliche weitere Rechte zu, darunter u. a. die Kriegs-, Steuer- und Münzbewilligung. Weilte der König nicht im Land, was meist der Fall war, stellte die Ritterschaft zeitweise ein mehrköpfiges Regierungsgremium.

### Teilungen ab 1544

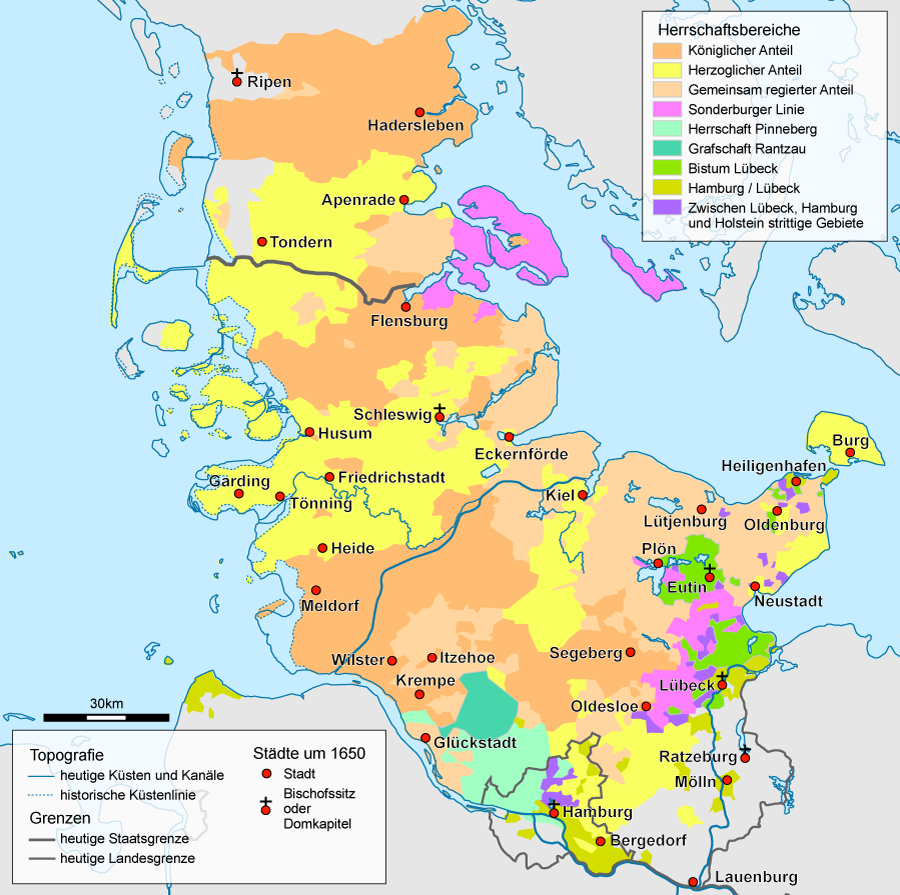
Schleswig und Holstein um 1650, die Herzogtümer sind in einen Flickenteppich verschiedener Hoheitsgebiete zerrissen

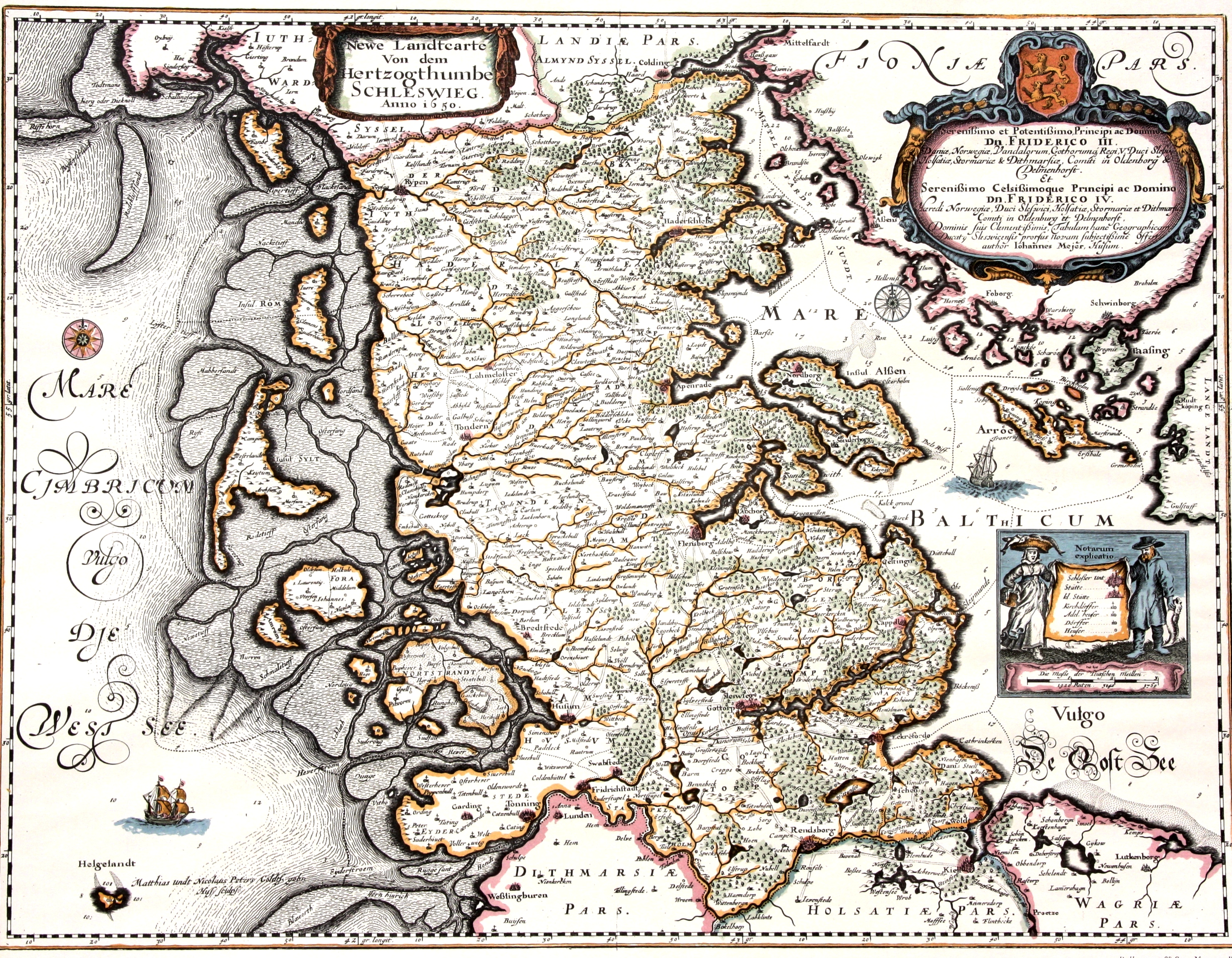
Historische Karte des Herzogtums Schleswig aus dem Jahr 1650

1544 wurden die Herzogtümer Schleswig und Holstein in drei Gebiete geteilt, die in etwa gleiche Steuerkraft hatten. Diese hingen jeweils räumlich nicht zusammen und waren formal auch nicht eigenständig. Eines dieser Gebiete, als „königlich dänischer Anteil“ bezeichnet, gehörte Christian III., dem König von Dänemark und Norwegen. Dessen zwei Halbbrüder, Johann II., Begründer der Nebenlinie Schleswig-Holstein-Hadersleben, und Adolf I., Begründer der Nebenlinie Schleswig-Holstein-Gottorf, erhielten jeweils eines der anderen beiden Gebiete. Ebenso wie bei den folgenden Teilungen entstanden so aber keine souveränen, unabhängigen Staaten. Als 1580 Johann II. starb und mit ihm die Nebenlinie Schleswig-Holstein-Hadersleben endete, wurde das ihm 1544 zugeteilte Gebiet zur Hälfte dem König zugeschlagen und zur anderen Hälfte seinem Bruder Adolf I.
Bereits im Jahr 1564 war es zu einer weiteren faktischen Landesteilung gekommen; denn König Friedrich II. von Dänemark, der Sohn Christians III., trat seinem Bruder Johann (genannt „Johann der Jüngere“, der das Schloss Glücksburg 1582–1587 errichten ließ) ein Drittel seines Anteils an Schlössern, Ämtern und Städten in Schleswig ab, eine „Subdivision“, wodurch Johann der Jüngere Sonderburg, Arroe, Plön und Ahrensbök erhielt. Doch diesmal verweigerten die Stände dem neuen Teilherzog die Huldigung, da die Teilung eindeutig gegen das Unteilbarkeitsgebot des Vertrags von Ripen verstieß. Johann erhielt daraufhin zwar Rang und Titel eines Herzogs von Schleswig-Holstein-Sonderburg, doch blieb die Souveränität beim regierenden Landesherzog, dem dänischen König. Das abgeteilte Herzogtum war somit ein Paragium, ein bloßes Titularherzogtum, das weder ein Münzrecht erhielt noch stehende Truppen unterhalten durfte. Als es später in weitere, kleinere Paragien aufgeteilt wurde, bezeichnete man die neuen Herzöge nur noch als Abgeteilte Herren, also nicht-regierende Fürsten, die lediglich einige Schlösser und Einkünfte unter sich aufteilen konnten, nicht aber die wesentlichen Regierungsfunktionen. Diese Agnaten waren damit schlechter gestellt als ihre Standesgenossen aus anderen deutschen Dynastien (etwa Welfen, Wittelsbachern und Wettinern), bei denen vollwirksame politische Landesteilungen üblich waren.
Nach dem Tod von Johann des Jüngeren Sohn Alexander (1622–1627) teilte sich diese Sonderburger Linie des Hauses Oldenburg einerseits in die Linie des Erstgeborenen (Ernst Günther, 1627–1689), der zum Begründer des herzoglichen Hauses Schleswig-Holstein-Sonderburg-Augustenburg wurde; Nachfahre dieses Ernst Günther war beispielsweise der in der Zeit von 1863 bis 1866 besonders bekannt gewordene Herzog Friedrich (Christian August) von Augustenburg (1829–1888) (genannt „Friedrich VIII.“). Andererseits entstand durch die Erbteilung von 1627 die jüngere Linie des „Hauses Sonderburg“ unter ihrem Begründer Herzog August Philip (1627–1675), die den Namen Schleswig-Holstein-Sonderburg-Beck (später: Sonderburg-Glücksburg) trug.
Die Gottorfer Herzöge stiegen im 17. Jahrhundert zu einer Regionalmacht auf, ihr Machtbereich in Schleswig und Holstein war ein wichtiges kulturelles Zentrum des Barock. Um aber die Unabhängigkeit von der dänischen Krone zu gewinnen, suchten die Gottorfer die Allianz zu Schweden, mit desaströsen Folgen: Im Großen Nordischen Krieg von Schweden zunächst geschlagen, musste Dänemark 1700 Gottorfs vollständige Unabhängigkeit anerkennen. Nach schwedischen Niederlagen aber besetzte Dänemark 1713 den herzoglichen Anteil Schleswigs. Von da an war ganz Schleswig wieder vereinigt in königlich dänischer Hand. Im Frieden von Frederiksborg wurde die Annexion 1720 als rechtmäßig bestätigt, und 1721 erfolgte auf Schloss Gottorf die Huldigung des dänischen Königs durch den Ritterstand Schleswigs. Zu einer Einigung auch des Herzogtums Holstein kam es erst 1773, als Herzog Paul nach Erlangung des russischen Zarenthrons zugunsten der dänischen Krone auf seine holsteinischen Herrschaftsrechte verzichtete.

### Nationale Auseinandersetzungen
Mit Aufkommen der nationalliberalen Bewegungen im 19. Jahrhundert entstanden auch in den Herzogtümer jeweils eine deutsche und dänische nationalliberale Partei, die sich in ihren liberalen Grundausrichtungen entsprachen, jedoch in der Frage über den künftigen Status des Herzogtums Schleswig einen unüberbrückbaren Gegensatz aufwiesen. Während die dänischen Nationalliberalen bereit waren, das unbestritten deutsche Holstein aufzugeben, und stattdessen Schleswig enger an das Königreich Dänemark binden wollten (Eiderdänen), forderten die deutschen Nationalliberalen die staatsrechtliche Vereinigung der beiden Herzogtümer, den Beitritt auch Schleswigs zum Deutschen Bund und somit die Loslösung von der dänischen Krone. Beide Gruppen standen damit in Opposition zum bisherigen Dänischen Gesamtstaat. Auf dänischer Seite gab es zudem noch eine konservative Partei von Gesamtstaatsbefürwortern (Helstatsfolk).
Einige Schleswig-Holsteiner forderten, die Augustenburger Linie wieder als Landesherren einzusetzen. Die dritte in Schleswig lebende Volksgruppe, die Nordfriesen, bildete trotz einiger Ansätze wie unter Harro Harring derweil keine eigene Nationalbewegung heraus. Zeitgleich mit der Entwicklung nationalliberaler Gedanken fand in Teilen des südlichen Schleswigs wie in Angeln und nachfolgend auch auf der Geest ein verstärkter Sprachwandel vom Dänischen zum Deutschen statt. Erste Gedanken, Schleswig entlang einer Sprachgrenze zu teilen, wurden daher schon 1830 entwickelt; doch hatte der Teilungsgedanke auf keiner Seite einen größeren Rückhalt, da sich die Mehrheit gesinnungsübergreifend als Schleswiger sah.
Schleswig war im 19. Jahrhundert zweimal Anlass für militärische Konflikte: Der dänische König Christian VIII. war noch bemüht den multi-ethnischen Dänischen Gesamtstaat zu erhalten. Der von ihm angeregte Entwurf für eine gemäßigt-liberale Gesamtstaatsverfassung wurde am 28. Januar 1848 von seinem Nachfolger Friedrich VII. veröffentlicht. Die Verfassungsdebatte wurde jedoch schnell von einer nationalpolitischen Kontroverse überlagert. Infolge der Märzrevolution in Kopenhagen im März 1848 wurden erstmals auch dänische Nationalliberale an der Regierung beteiligt, woraufhin es in Kiel zur Gründung einer deutsch-orientierten Provisorische Regierung kam. Beide Regierungen waren von einem Dualismus von (national-)liberalen und konservativen Vertretern geprägt, standen sich jedoch in der nationalen Frage scharf gegenüber.
Die deutschen Nationalliberalen fürchteten eine Einbeziehung Schleswigs in eine kommende dänische Verfassung und forderten stattdessen die Aufnahme Schleswigs in den Deutschen Bund bzw. in einen künftigen deutschen Nationalstaat. Die dänischen Nationalliberalen wiederum forderten die Integration des Herzogtums ins Königreich Dänemark bzw. in einen zu bildenden dänischen Nationalstaat, dessen Südgrenze wieder die Eider bilden solle (Eiderdänen). Es kam zum Krieg (Schleswig-Holsteinische Erhebung bzw. Erster Schleswigscher Krieg). Nachdem sich die den aufständischen schleswig-holsteinischen Truppen zur Hilfe geeilten Verbände des Deutschen Bundes unter Führung Preußens auf internationalen Druck hin aus Jütland zurückgezogen hatten, unterlagen die Schleswig-Holsteiner 1851 den Dänen.
Das wesentliche völkerrechtliche Dokument zur Beendigung dieses ersten Schleswig-Holsteinischen Krieges bildete das Londoner Protokoll vom 8. Mai 1852, das den Fortbestand der Herrschaft des dänischen Königs über die beiden Herzogtümer garantierte, jedoch zugleich ihre staatsrechtliche Eigenständigkeit festschrieb. Unterzeichner waren Großbritannien, Frankreich, Russland, Preußen und Österreich. In der Folgezeit führte die königliche Regierung in den gemischtsprachigen Gebieten Schleswigs Sprachrestrikte ein, die den fortschreitenden Sprachwechsel aufhalten und die dänische Sprache stärken sollten, was bei den Deutschgesinnten auf Ablehnung stieß.
Die verfassungsrechtliche Anbindung Schleswigs an die deutsche Paulskirchenverfassung vom März 1849 bzw. an das dänische Grundgesetz (Grundlov) vom Juni 1849 wurde in beiden Verfassungen offen gehalten. So formulierte die Paulskirchenverfassung in § 1 einen Vorbehalt hinsichtlich eines späteren Anschlusses Schleswigs und auch das dänische Grundgesetz ließ im Vorwort eine spätere Ausweitung der Verfassung auf Schleswig ausdrücklich offen. Nach dem Ende des 1. Schleswigschen Krieges wurde im Februar 1854 zunächst eine separate Verfassung für Schleswig und im Oktober 1855 schließlich die Gesamtstaatsverfassung für Dänemark, Schleswig, Holstein und Lauenburg eingeführt.

### 1864–1920 – von Dänemark zu Preußen
1864 kam es mit dem Deutsch-Dänischen Krieg schließlich zum Zweiten Schleswigschen Krieg. Vorausgegangen war ein Verfassungskonflikt innerhalb des Gesamtstaates. Die 1855 verabschiedete gemeinsame Verfassung für den Dänischen Gesamtstaat wurde noch im gleichen Jahr von der holsteinischen Ständeversammlung verworfen und drei Jahre später auch vom Deutschen Bundestag in Frankfurt für das bundesangehörige Holstein außer Kraft gesetzt. Die daraufhin 1863 auf Druck der dänischen Nationalliberalen erlassene Novemberverfassung hatte im Wesentlichen für Dänemark und Schleswig, nicht aber für Holstein und Lauenburg Gültigkeit und verletzte somit das Londoner Protokoll von 1852, indem sie Schleswig faktisch von Holstein löste und an Dänemark band. Der Deutsche Bund forderte daher die Rücknahme der Novemberverfassung und veranlasste im Dezember 1863 eine Bundesexekution gegen das Herzogtum Holstein, welches von lauenburg-sächsischen und hannoverschen Bundestruppen besetzt wurde. Preußen und Österreich stellten daraufhin am 16. Januar 1864 Dänemark ein Ultimatum von 48 Stunden zur Aufhebung der Novemberverfassung und der Räumung Schleswigs, das Dänemark verstreichen ließ. Am 1. Februar 1864 überschritten österreichische und preußische Truppen ohne Zustimmung des Deutschen Bundes bei Rendsburg die Eider, den historischen Grenzfluss zwischen Holstein und Schleswig und schlugen in der Entscheidungsschlacht bei den Düppeler Schanzen im April 1864 die dänische Armee. Das eigenmächtige Vorgehen der beiden Großmächte führte zu Protesten der deutschen Mittelstaaten: Bayern und Sachsen verwehrten zeitweise Österreichs Truppen den Zug durch ihre Territorien und der Deutsche Bund verurteilte das Vergehen der beiden deutschen Großmächte mehrmals als rechtswidrig. Die in Holstein befindlichen Bundestruppen waren sogar bereit, den preußischen und österreichischen Truppen entgegenzutreten, wurden jedoch vom Bundestag zurückgehalten.

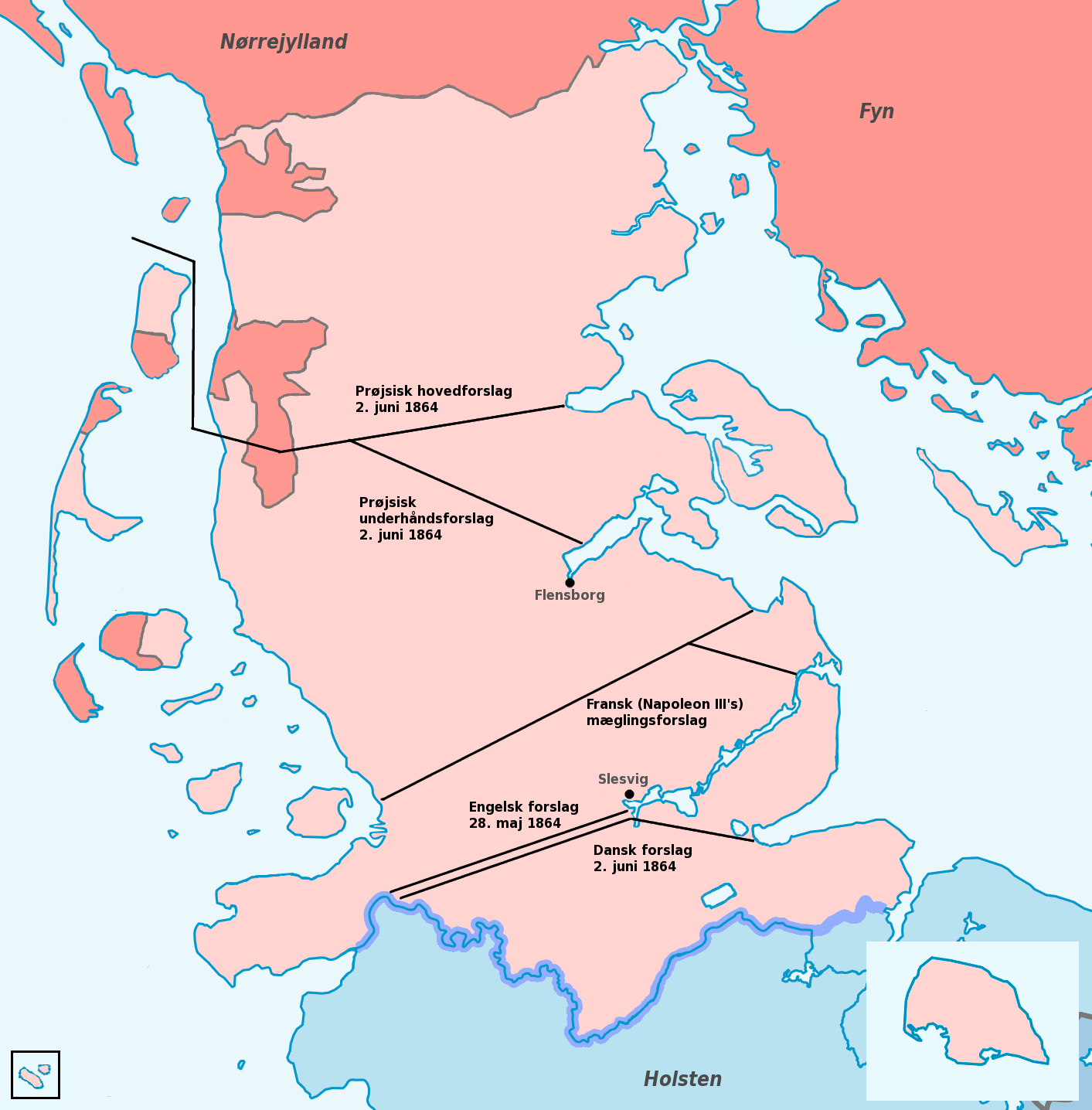
Vorschläge für eine Teilung Schleswigs 1864

Während eines Waffenstillstandes im Frühjahr 1864 kam es auf der Konferenz von London zu einem Versuch, den Krieg mit diplomatischen Mitteln zu beenden. Die Verhandlungen konzentrierten sich bald auf eine mögliche Teilung Schleswigs. Die preußische Seite offerierte die Grenzlinie Apenrade-Tondern, während die dänische Seite die Grenzlinie Tönning-Danewerk-Eckernförde anbot. Ein Kompromiss wie die Teilung an der Schlei oder auf einer Linie Gelting-Husum, wie von Großbritannien und Frankreich offeriert, konnten keine Zustimmung der kriegsführenden Parteien finden. Nach dem ergebnislosen Ende der Londoner Konferenz wurden die Kämpfe sogleich wieder aufgenommen. Sie endeten im Oktober 1864 mit dem Sieg Preußens und Österreichs.
Dänemark musste ganz Schleswig, Holstein und Lauenburg an Preußen und Österreich abtreten, die es gemeinsam als Kondominium verwalteten. Dabei wurden die Königlichen Enklaven an der Westküste (z. B. das südliche Rømø, Amrum, das westliche Föhr und List auf Sylt), gegen einige schleswigsche Gemeinden um Ripen getauscht, die bei Dänemark blieben. Diese gemeinsame Verwaltung endete faktisch mit der Gasteiner Konvention 1865. Nach dem Deutschen Krieg 1866 fielen Schleswig und Holstein endgültig an Preußen; mit Lauenburg war Preußen bereits seit 1865 in Personalunion vereint. 1867 erfolgte die Vereinigung zur preußischen Provinz Schleswig-Holstein, der 1876 auch Lauenburg als Kreis Herzogtum Lauenburg einverleibt wurde. Damit hatten die Herzogtümer aufgehört zu bestehen. Der Prager Frieden von 1866 enthielt auf Intervention Napoleons III. in Artikel 5 einen Vorbehalt auf eine Volksabstimmung über die nationale Zugehörigkeit für das nördliche Schleswig. Die Klausel wurde allerdings von Preußen und Österreich 1878 annulliert.
Nach dem Krieg kamen etwa 200.000 dänische Schleswiger (von etwa 400.000 Schleswigern) unter preußische Herrschaft. Die preußische Seite verfolgte dabei nach dem Ende der Herzogtümer eine repressive Sprachenpolitik. So wurde 1876 Deutsch alleinige Verwaltungssprache in Schleswig, 1878 wurden die bisher dänischsprachigen Schulen im Nordteil Schleswigs zur Hälfte deutschsprachig und 1888 wurde Deutsch schließlich einzige Schulsprache, mit Ausnahme von vier Wochenstunden Religion auf Dänisch. Im gleichen Jahr schlossen die preußischen Behörden die letzte dänische Privatschule. Auch wurden bewusst deutsche Siedler angeworben. Nach 1896 kaufte der preußische Staat Landeigentum und errichtete die sogenannten staatseigenen Domänenhöfe (Domænegårde), die an deutsche Siedler verpachtet wurden. Ihren Höhepunkt erreichte diese Politik mit dem Antritt des Oberpräsidenten Ernst Matthias von Köller und der nach ihm benannten Köller-Politik, die eine offene Diskriminierung des dänischen Bevölkerungsteils betrieb.
Diese Maßnahmen stießen auf den Widerstand der dänischen Bevölkerung in Schleswig und führte zur Organisierung der dänischen Minderheit in Nord- und Mittelschleswig, die nicht zuletzt auf eine Abhaltung der 1866 versprochenen Volksabstimmung drängte. 1888 wurde der Nordschleswigsche Wählerverband gegründet, 1892 folgte der süderjütische Schulverein. Auch dänische Tageszeitungen wie die Flensborg Avis entstanden in jener Zeit. Bis 1900 wanderten zudem etwa 60.000 dänische Schleswiger nach Übersee aus, nicht zuletzt vor dem Hintergrund des preußischen Kriegsdienstes. 1901 forderte der dänische Historiker Hans Victor Clausen die Abtretung des nördlichen Schleswigs an Dänemark. Die von ihm vorgeschlagene Teilungslinie, die sogenannte Clausen-Linie, verlief südlich von Tondern gen Flensburg, ließ die Zugehörigkeit dieser Stadt, der bedeutendsten Ortschaft in Schleswig, selbst allerdings offen. Im Optantenvertrag von 1907 erkannte Dänemark die Grenze von 1864 offiziell an und ließ die Forderung nach einer Volksabstimmung in Nordschleswig fallen.
Etwa 5.000 dänische Schleswiger fielen als deutsche Soldaten im Ersten Weltkrieg. Am Ende des Krieges, zwei Wochen nach dem Waffenstillstandsangebot des Deutschen Reiches, forderte der dänische Politiker Hans Peter Hanssen, seit 1896 Abgeordneter des preußischen Landtags und seit 1905 des Reichstags, erfolglos im deutschen Reichstag die Wiederaufnahme und Anwendung der 1878 annullierten Abstimmungsklausel.

### 1918–1920: Teilung Schleswigs

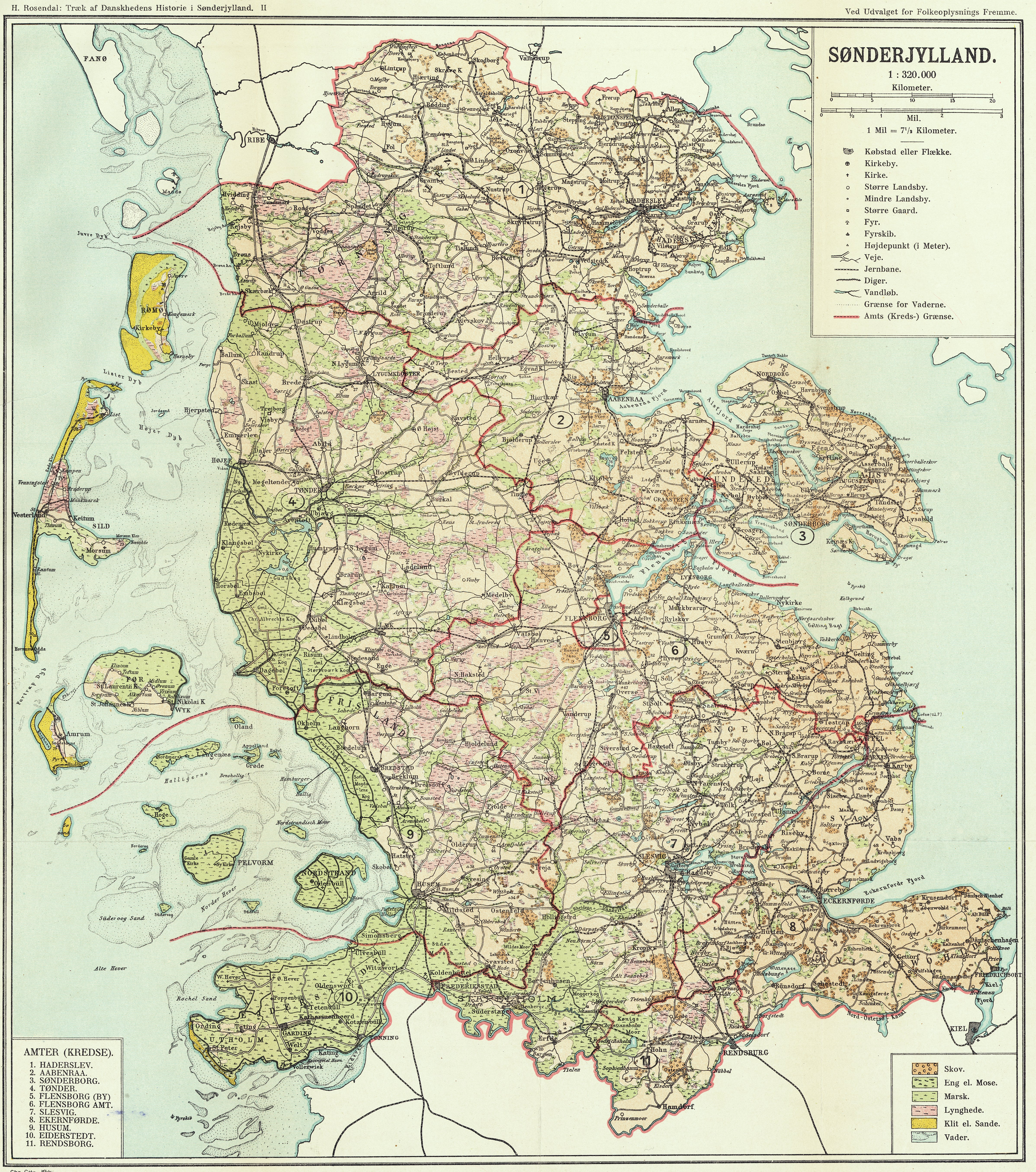
Dänische Karte von Sønderjylland = Schleswig kurz vor der Teilung

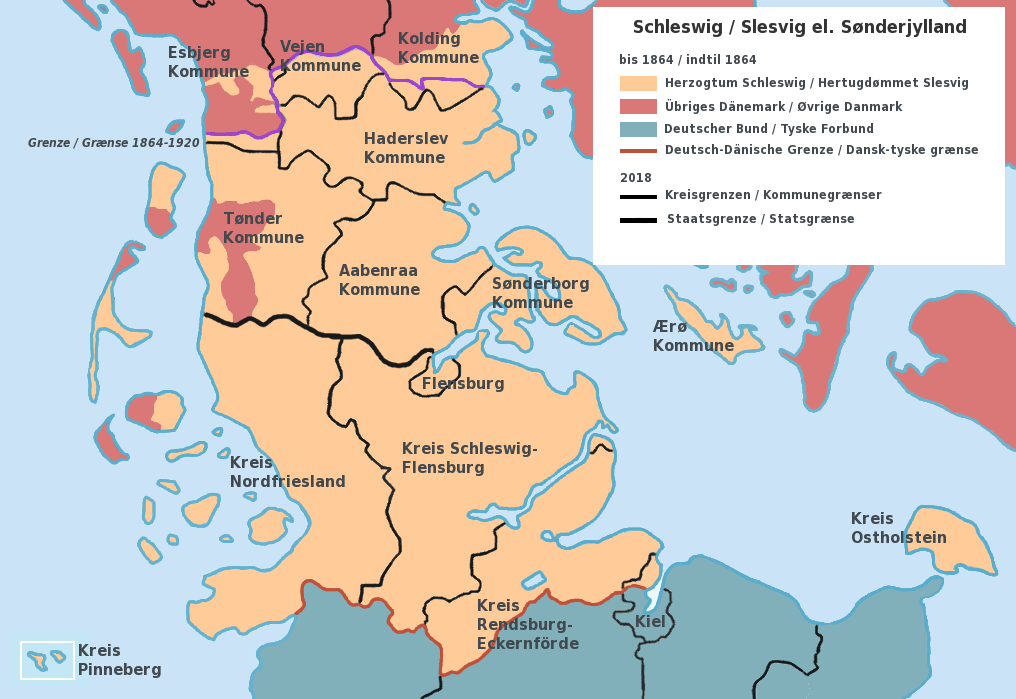
Heutige Verwaltungsgrenzen in Schleswig

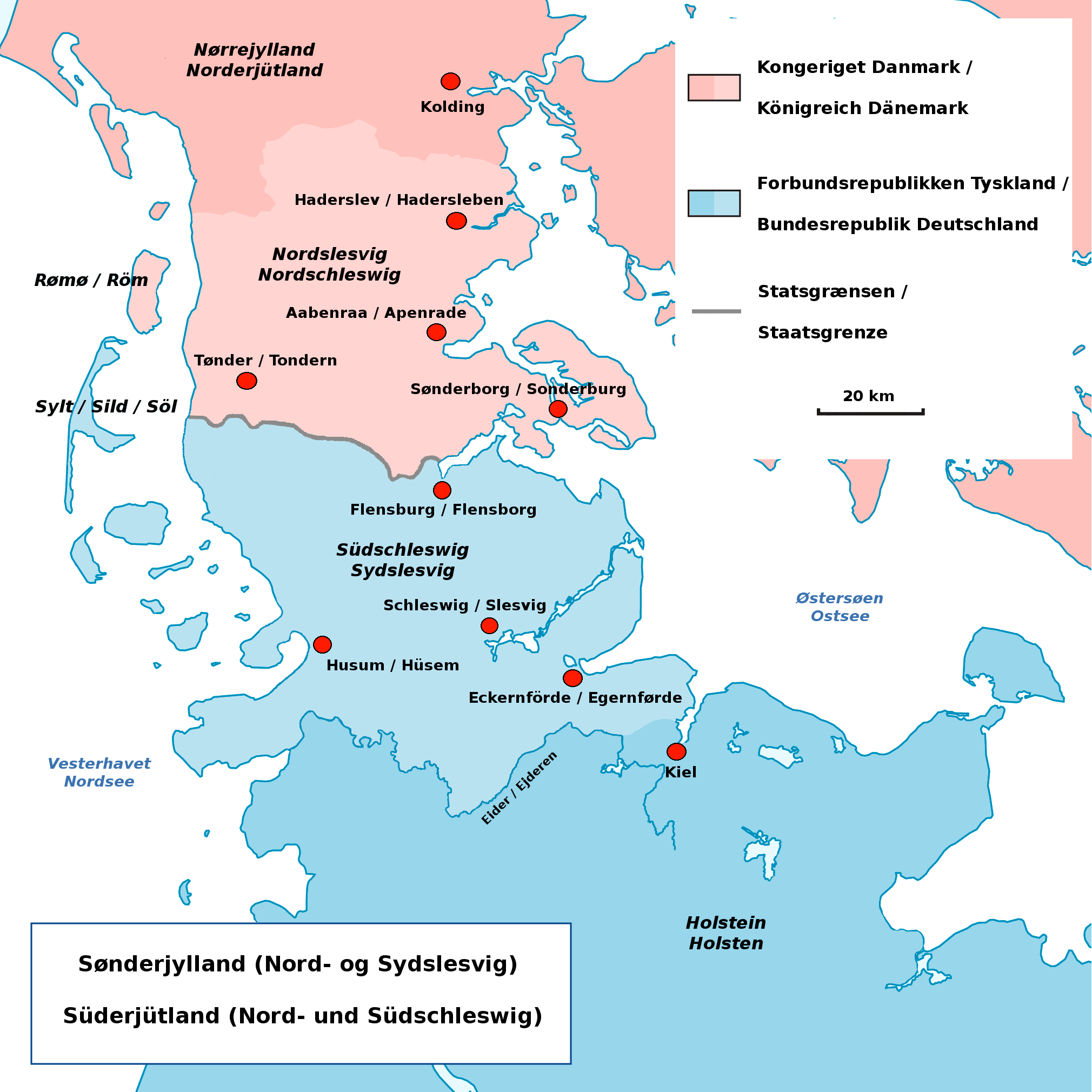
Das heutige Nord- und Südschleswig mit mehrsprachigen Ortsnamen

Im Ersten Weltkrieg blieb Dänemark neutral. Als sich schon vor dem Waffenstillstand vom 11. November 1918 abzeichnete, dass dennoch die dänischen Forderungen in den Friedensvertrag eingehen würden, organisierte sich auch der deutsche Bevölkerungsteil.
Aufgrund des Drucks der Entente wurden im Versailler Vertrag Volksabstimmungen in Schleswig vorgesehen, die Anfang 1920 unter der Regie der CIS (Commission Internationale de Surveillance du Plébiscite Slesvig), die in dieser Zeit auch kommissarisch das Hoheitsrecht über Schleswig ausübte, im nördlichen und mittleren Teil durchgeführt wurden. Die Kommission bestand aus dem Franzosen Paul Claudel, dem Engländer Charles Marling, und – auf Wunsch der Alliierten – je einem Vertreter der im Ersten Weltkrieg neutralen Länder Schweden und Norwegen. Berater der CIS waren für Dänemark H. P. Hanssen, der inzwischen dänischer Minister war, und für Deutschland Emilio Böhme. Dabei konnte die Ziehung der Grenzen für die Abstimmungszonen sowie die Festlegung jeweils unterschiedlicher Abstimmungsmodalitäten für die Zonen (en bloc im Norden, gemeindeweise im Süden) von Dänemark durchgesetzt werden. Auf Wunsch dänischer Nationalisten, die Schleswig bis zur Eider zu gewinnen hofften, wurde zeitweise sogar eine dritte Abstimmungszone bestimmt, doch rückte die damalige sozialliberal-sozialdemokratische Mehrheit im dänischen Folketing von dieser Forderung wieder ab.
In der nördlichen Abstimmungszone I (Nordschleswig) wurde am 10. Januar abgestimmt. Rund 75.000 Wahlberechtigte (74,2 %) votierten für Dänemark und 25.000 (25,8 %) für Deutschland. Die Wahlbeteiligung lag bei 91,5 %. Die En Bloc-Abstimmung führte dazu, dass neben den mehrheitlich dänischen Gebieten auch einige Orte an Dänemark fielen, deren Bevölkerung zu 77 % bis 88 % für den Verbleib bei Deutschland gestimmt hatten: die Städte Apenrade (dänisch: Åbenrå), Sonderburg (dänisch: Sønderborg) und Tondern (dänisch: Tønder) sowie der Flecken Tingleff (dänisch: Tinglev).
In Zone II (Mittelschleswig) wurde am 24. Februar gemeindeweise abgestimmt. Bei 90,75 % Wahlbeteiligung gab es 52.000 Stimmen (80,2 %) für Deutschland und 13.000 Stimmen (19,8 %) für Dänemark, dabei kam es in lediglich drei Gemeinden auf Föhr zu einer dänischen Mehrheit, so dass Mittelschleswig geschlossen bei Deutschland verblieb. Dies galt auch für das besonders umstrittene Flensburg, in dem die deutsche Reichsregierung daher nach der Abstimmung als „Reichsdank“ das Deutsche Haus errichten ließ.
Schon am 11. Januar, dem Tag nach der Abstimmung in Zone I, wurde vom deutschen Sachverständigen Johannes Tiedje eine etwas weiter nördlich verlaufende Grenze, die sog. Tiedje-Linie vorgeschlagen, die zu etwa gleich großen Minderheiten beiderseits der Grenze geführt hätte. Die endgültige Entscheidung über den Grenzverlauf fiel im Mai 1920 in Paris. Die Siegermächte und Dänemark lehnten den Gegenvorschlag Tiedjes ab, so dass die Clausen-Linie zur bis heute gültigen Grenze zwischen Deutschland und Dänemark wurde. Das südliche Teil Schleswigs blieb Teil der preußischen Provinz Schleswig-Holstein und gehört seit 1946 zum deutschen Bundesland Schleswig-Holstein. Der nördliche Teil bildete 1970 das Sønderjyllands Amt und gehört heute zur Region Syddanmark.